# Trochocercus cyanomelas
El monarca de El Cabo  (Trochocercus cyanomelas) es una especie de ave de la familia Monarchidae propia del sur y este de África.

## Subespecies
Existen cinco subespecies:
- T. c. vivax
- T. c. bivittatus
- T. c. megalolophus
- T. c. segregus
- T. c. cyanomelas

## Distribución y hábitat

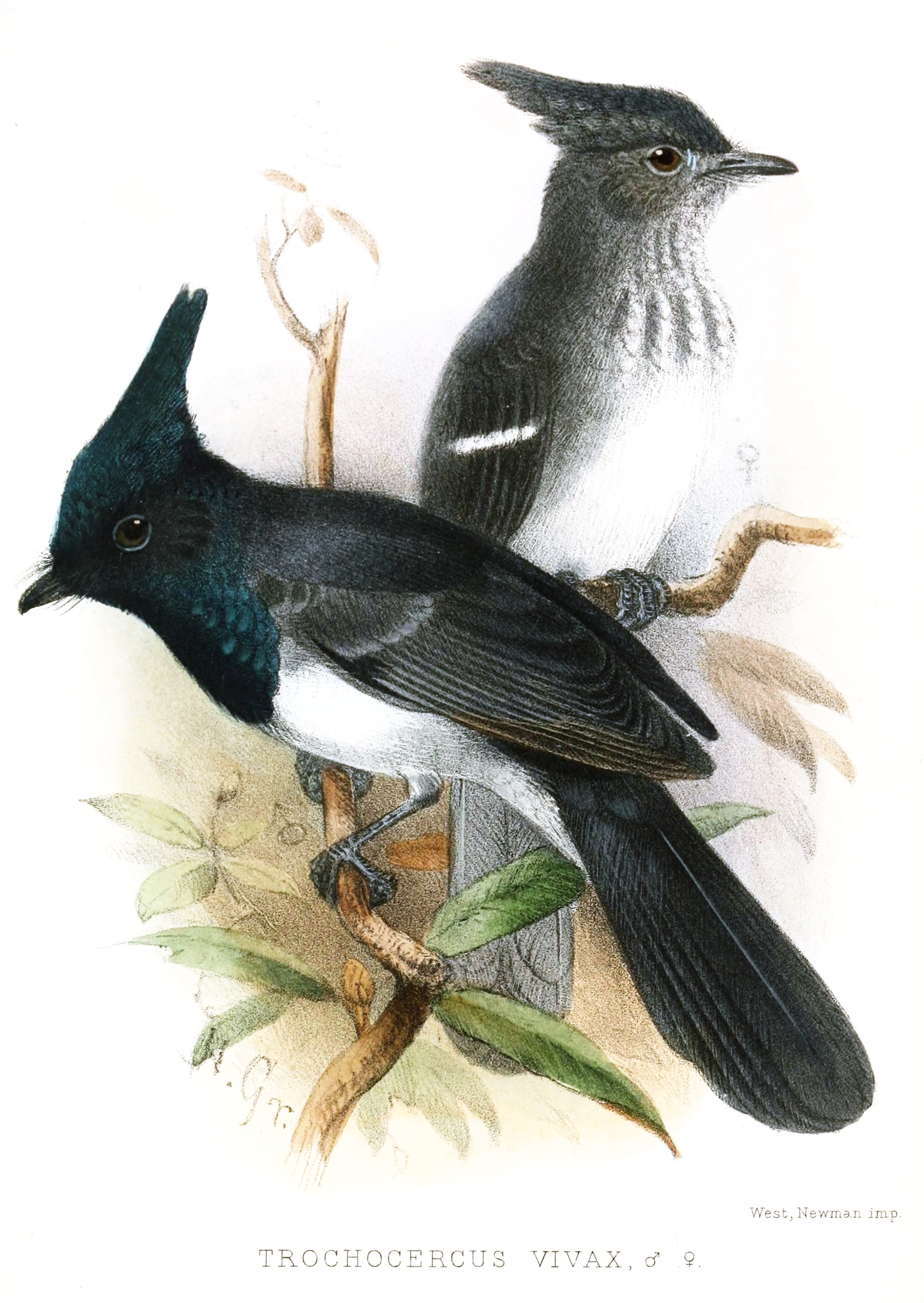

Se lo encuentra en Burundi, extremo oriental de la República Democrática del Congo, Kenia, Malawi, Mozambique, Ruanda, Somalia, Sudáfrica, Suazilandia, Tanzania, Uganda, Zambia y Zimbabue.
Sus hábitats naturales son los bosques secos subtropicales o tropicales y los bosques bajos húmedos subtropicales o tropicales.